# Gintarė Gaivenytė
Gintarė Gaivenytė (Utena, 23 de abril de 1986) é uma desportista lituana que competiu no ciclismo na modalidade de pista, especialista na prova de velocidade por equipas.
Ganhou duas medalhas de bronze no Campeonato Mundial de Ciclismo em Pista, nos anos 2009 e 2010, e uma medalha de ouro no Campeonato Europeu de Ciclismo em Pista de 2012.

## Medalheiro internacional
| Campeonato Mundial | Campeonato Mundial    | Campeonato Mundial | Campeonato Mundial     |
| Ano                | Lugar                 | Medalha            | Competição             |
| ------------------ | --------------------- | ------------------ | ---------------------- |
| 2009               | Pruszków ( Polónia)   | Medalha de bronze  | Velocidade por equipas |
| 2010               | Ballerup ( Dinamarca) | Medalha de bronze  | Velocidade por equipas |
| Campeonato Europeu |                       |                    |                        |
| Ano                | Lugar                 | Medalha            | Competição             |
| 2012               | Panevėžys ( Lituânia) | Medalha de ouro    | Velocidade por equipas |